# Serratus Mountain
Serratus Mountain är ett berg i Kanada.   Det ligger i provinsen British Columbia, i den sydvästra delen av landet, 3 500 km väster om huvudstaden Ottawa. Toppen på Serratus Mountain är 2 321 meter över havet, eller 288 meter över den omgivande terrängen. Bredden vid basen är 1,5 km.
Terrängen runt Serratus Mountain är huvudsakligen mycket bergig.Närmaste större samhälle är Squamish, 14,7 km sydost om Serratus Mountain.
Trakten runt Serratus Mountain är permanent täckt av is och snö. Trakten runt Serratus Mountain är nära nog obefolkad, med mindre än två invånare per kvadratkilometer.